# Yang Luchan

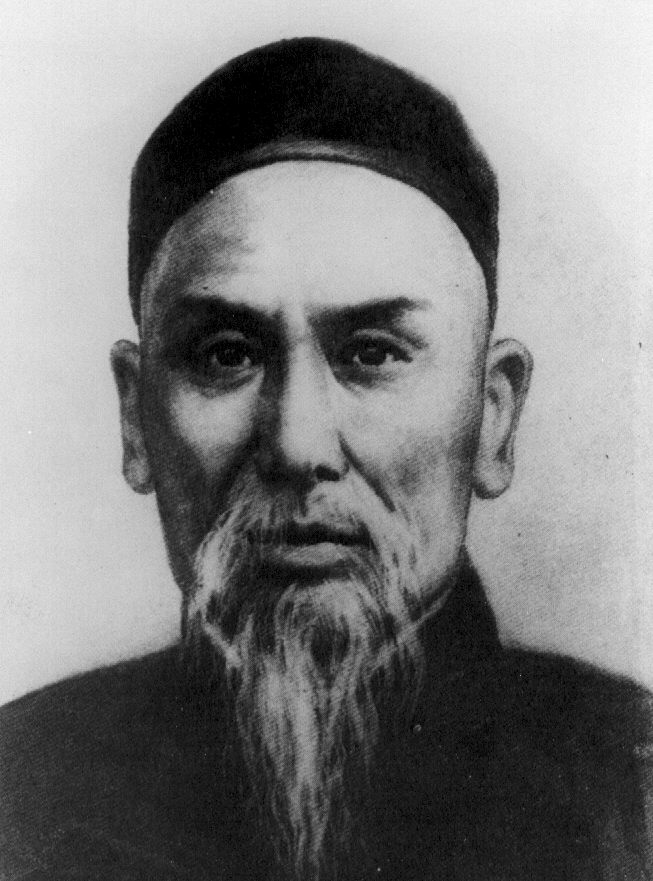
Porträt Yang Luchans

Yang Luchan (chinesisch 楊露禪 / 杨露禅, Pinyin Yáng Lòuchán, W.-G. Yang Lu-ch’an, * 1799 in Guangping; † 1872), auch bekannt als Yang Fukui (楊福魁 / 杨福魁,  Yáng Fúkuí,  Yang Fu-k'ui), geboren in damaligen Guangping Fu (Kuang-p'ing Fu, 廣平府 / 广平府), war ein einflussreicher Meister und Lehrer des internen Kampfkunststils Taijiquan (Tai Chi Chuan) in China während der zweiten Hälfte des 19. Jahrhunderts. Er ist bekannt als der Gründer des Yang-Stil Taijiquan.

## Leben
Yang Lu-ch'an stammte aus einer armen Bauern(Arbeiter)-Familie aus der Provinz Hebei, Präfektur Guangping, Kreis Yongnian. Yang half seinem Vater bei der Feldbarbeit und nahm als Jugendlicher auch Teilzeitarbeiten an, um der Familie finanziell zu unterstützen. Er arbeitete unter anderem in der chinesischen Apotheke Tai He Tang (太和堂,  Tàihétáng) auf der Xiguan Da Jie (西關大街 / 西关大街), eine Straße im Westteil der Stadt Yongnian, deren Eigentümer ein Chen De Hu (陳德瑚 / 陈德瑚) aus der Provinz Henan, Präfektur Huaiqing, Kreis Wen, war. Schon als Kind liebte Yang die Kampfkünste und hatte ein gewisses Niveau im Changquan (長拳 / 长拳) erreicht.
Eines Tages wurde Yang Zeuge, wie einer der Geschäftspartner der Apotheke eine Gruppe Möchtegern-Diebe stellte, mithilfe einer Kampfkunst, die Yang noch nie gesehen hatte. Daraufhin begann Yang mit dem Eigentümer der Apotheke, Chen De Hu, zu trainieren. Chen empfahl ihm, in Chenjiagou seinen Meister, Chen Changxing (陳長興 / 陈长兴,  Chén Chángxìng,  Ch'en Ch'ang-hsing; * 1771; † 1853) aufzusuchen.
Der Familie Wu gehörte das Haus, in dem sich die Apotheke Chen De Hus befand und die Brüder Wu Chengqing  (武澄清,  Wu Chengqing,  Wu Ch'eng-ch'ing) Wu Ruqing  (武汝清,  Wu Ruqing,  Wu Ju-ch'ing) und Wu Yuxiang (武禹襄,  Wu Yuxiang,  Wu Yü-hsiang; * 1812; † 1880) waren ihrerseits kampfkunstbegeistert. So ist es möglich, dass sie es dem jungen Yang Luchan ermöglichten, sich nach Chenjiagou zu begeben, um bei Meister Chen Changxing zu lernen. In der Überlieferung der Yang-Familie sieht die Geschichte etwas anders aus: so soll er als Fremder keine Möglichkeit gehabt haben, mit Meister Chen zu trainieren, erschlich sich aber als taubstummer Diener die Aufnahme in den Haushalt von Chen Chanxing. So soll er über längere Zeiträume das geheime nächtliche Training ausspioniert haben, bis seine Tarnung aufflog und er zeigen musste, wie viel er sich bereits angeeignet hatte. Unabhängig von der Vorgeschichte war er inzwischen fortgeschrittener als alle anderen Schüler von Chen Changxing und dieser nahm ihn daraufhin offiziell als Meisterschüler an.
War das Einschleichen als taubstummer Diener wahrscheinlich eine nachträgliche Ausschmückung der Geschichte, dürfte das Kampfsport-Training tatsächlich in der Nacht im Haus von Chen Changxing stattgefunden haben, denn diesem war verboten worden, seine Kampfkunst öffentlich zu unterrichten, die von einem fremden Wushu-Meister aus dem Kreis Wen, Jiang Fa (蔣發 / 蒋发,  Jiǎng Fā,  Chiang Fa), stammte, der sie erst kürzlich nach Chenjiagou gebracht hatte.
Nach 18 Jahren Studium bei Meister Chen Changxing (Chen Chang Hsing) begab er sich erst einmal in seinen Heimatort und erwies der Familie Wu seinen Respekt. Wahrscheinlich lernten die Brüder Wu in der Folge von Yang Luchan, mit Sicherheit aber Wu Yuxiang, auf den der „alte Wu-Stil“ zurückgeht. Mit einer Empfehlung von Yu Ruqing, der ein Beamter in der imperialien Qing-Dynastie in Sichuan war, reiste Yang Luchan nach Peking, wo er erst einmal bei einem reichen Geschäftsmann namens Chang (Pinyin Zhang) untergebracht war. Von seiner ersten Begegnung mit Zhang erzählt die Legende weiter unten auf dieser Seite. In dieser Zeit hatte er immer wieder Herausforderungen zu bestreiten und sein Ruf kam einigen Leuten am kaiserlichen Hof zu Ohren, die einforderten von ihm unterrichtet zu werden: Shi Shaonan, General Yue Guichen und Wang Lauting. Im Jahr 1850 holte ihn Prinz Duan als Kampfkunstexperte in die Verbotene Stadt, Yang wurde Offizier und unterrichtete das Shen Ji Ying (Bataillon der bewaffneten Eskorte). Außerdem wurde er der Lehrer der acht Herren der Banner, wichtiger Mandschu-Prinzen und wurde nicht nur als Yang Wudi (楊無敵 / 杨无敌, ’’Yang der Unbesiegbare’’), sondern auch als Yang Ba Ye (楊八爺 / 杨八爷, ’’Yang, der Herr an Achter Stelle’’) bekannt.

## Schüler und Nachfolger

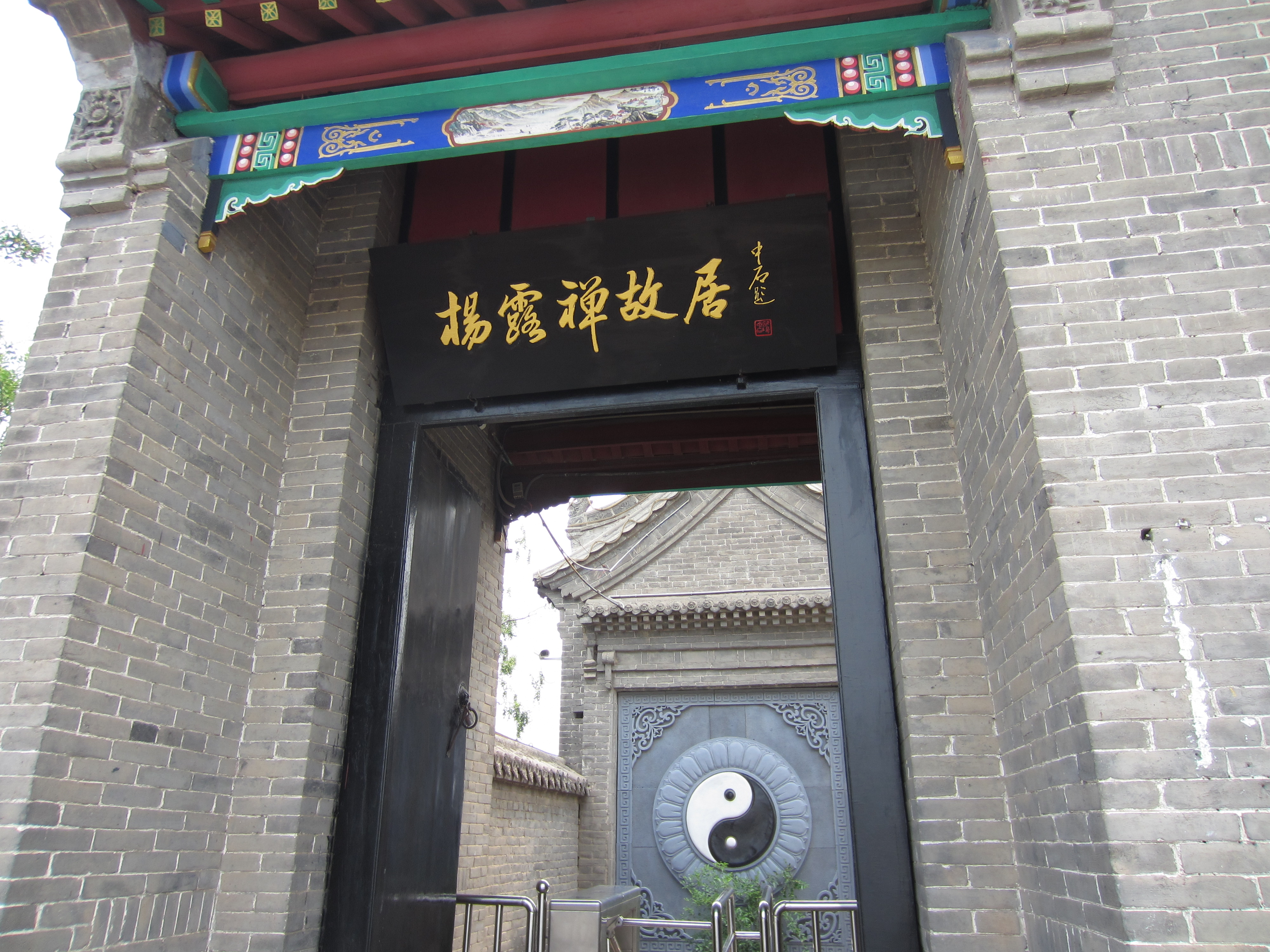
Historische Wohnstätte Yang Luchans, Yongnian 2014

Als Yang nach Yongnian zurückkehrte, unterrichtete er die Brüder Wu, insbesondere Wu Yuxiang (武禹襄,  Wu Yuxiang,  Wu Yü-hsiang; * 1812; † 1880), den Gründer des Wu-Hao-Stil, der auch als „Alten Wu-Stils“ bekannt ist.
Yang Luchan hatte in der kaiserlichen Leibgarde persönliche Schüler: Shi Shaonan und der General Yue Guichen forderten seine Dienste als Privatlehrer ein. Seine wirklich begabten Schüler waren allerdings von niederem Rang und mussten daher offiziell Schüler seines Sohnes, Pan-hou werden. Zu Yang Pan-hous Schüler zählen:
- Wu Quanyou (吳全佑 / 吴全佑,  Wu Ch'uan-yü; * 1834; † 1902), der Gründer des Wu-Stil, auch bekannt als „Neuer Wu-Stil“
- Ling Shan (凌山)
- Wan Chun (萬春 / 万春)
- Chen Xiufeng (陳秀峰 / 陈秀峰)
- Jiao Liantang (教蓮堂 / 教莲堂)
- Li Lianfang (李連芳 / 李连芳)
- Li Wancheng (李萬成 / 李万成)
- Niu Lianyuan (牛連元 / 牛莲元)
- Wang Maozhai (王茂齋 / 王茂斋)
- Zhang Xinyi (張信義 / 张信义)
- Zhang Yintang (張印堂 / 张印堂, * 1903; † 1991)

Yang Luchan hatte drei Söhne
- Yang Fenghou (楊鳳侯 / 杨凤侯,  Yáng Fènghóu,  Yang Feng-hou; * 1835; † 1861)
- Yang Banhou (楊班侯 / 杨班侯,  Yáng Bānhóu,  Yang Pan-hou; * 1837; † 1892)
- Yang Jianhou (楊健侯 / 杨健侯,  Yáng Jiànhóu,  Yang Chien-hou; * 1839; † 1917)

Yang Banhou und Yang Jianhou wurden ihrerseits berühmte Meister, über den ältesten Sohn ist wenig bekannt.

## Die Legende von Yang dem Unbesiegbaren
Nach seinem Aufenthalt in Chenjiagou, wurde Yang dafür berühmt, dass er nie einen Kampf verlor und dabei seine Gegner niemals ernsthaft verletzte. Nachdem er in seiner Kunst ein extrem hohes Niveau erreicht hatte, wurde er als Yang Wudi (楊無敵 / 杨无敌, ’’Yang der Unbesiegbare’’) bekannt. Mit der Zeit entstanden viele Legende um seine kämpferischen Fähigkeiten, die auch in verschiedenen biographischen Büchern und Filmen verarbeitet wurden. Obwohl nicht alles davon überprüfbar ist, gibt es einige Episoden, die erwähnenswert sind, weil sie Yangs Charakter beleuchten:
- In Peking hatte ein reicher Mann namens Chang von Yangs Fähigkeiten gehört und lud ihn ein, seine Kunst vorzuführen. Als Yang ankam, nahm ihn Chang nicht ernst, weil er klein war und einfach nicht wie ein Kung-Fu-Kämpfer aussah. Man servierte Yang nur ein sehr einfaches Mahl, aber dieser benahm sich weiterhin wie ein geehrter Gast, im Gegensatz zur Einschätzung seines Gastgebers. Chang befragte Yang später ob sein Taijiquan, das so weich sei, auch geeignet sei, andere im Kampf zu besiegen. Bedenkt man, dass er Yang aufgrund seiner Reputation als großer Kämpfer eingeladen hatte, war das eine versteckte Beleidigung. Yang antwortete, es gebe nur drei Arten Leute, die er nicht besiegen könne: Männer aus Messing, aus Eisen oder aus Holz, alle anderen seien kein Problem. Chang lud seinen besten Leibwächter, Liu, ein, Yangs Fähigkeiten zu testen. Liu griff sogleich aggressiv an, dieser verwendet eine einfache nachgebende Technik und schon flog Liu quer über den Hof. Chang wahr sehr beeindruckt und befahl, dass sofort ein Festmahl für Yang bereitet werden solle.[4]

- Das Haus von Prinz Duan, eine der kaiserlichen Familien in der Hauptstadt, beschäftigte eine große Zahl Kampfkunstmeister und Ringer – manche davon wollten Yang unbedingt herausfordern. Yang lehnte diese Herausforderungen üblicherweise ab. Eines Tages kam ein sehr berühmter Kampfkünstler und forderte Yang heraus, sich mit ihm in Körperkraft zu messen. Der Kämpfer schlug vor, dass sie sich auf zwei Sesseln einander gegenüber setzen sollten, wobei sich jeweils die rechten Fäuste berühren. Yang konnte sich dieser Herausforderung nicht entziehen, und sie begannen wie vorgeschlagen. Bereits kurz nach Beginn der Auseinandersetzung, begann Duans Kampfkunstmeister am ganzen Körper zu schwitzen und sein Stuhl knarrte als ob er gleich auseinanderbrechen würde; Yang hingegen konnte man keine Anstrengung anmerken. Endlich stand Yang auf und sagte zu den Zuschauern: „Dieser Meister hat ein außerordentlich hohes Niveau, alleine sein Stuhl ist nicht so solide gebaut wie meiner.“ Der Herausforderer war gerührt von soviel Bescheidenheit und ließ hinfort nie eine Gelegenheit aus, Yangs vorbildliche Höflichkeit und seine außerordentlichen Fähigkeiten zu preisen.[5]

- Eines Tages, als er in einem See fischte, schlichen sich zwei Kampfkünstler heran, in der Hoffnung, ihn in den See stoßen und so seine Reputation ruinieren zu können. Sobald er ihre Absicht erkannte, rundete Yang seine Brust und vollführte die Technik „High Pat on Horse“ (dem Pferd über die Mähne streichen). So wie sein Rücken sich bog und der Kopf sich nach vorne neigte, prallten die beiden Angreifer ab und fielen selbst ins Wasser. Yang sagte, er würde es ihnen diesmal noch durchgehen lassen, aber wenn sie an Land kämen, würde er sie härter bestrafen. Die beiden Angreifer schwammen schnell davon.

## Ursprung des NamensTaijiquan
Als Yang Luchan anfing, in Yongnian (in manchen Quellen: Yung Nien) zu unterrichten, nannte man seine Kunst Huaquan (化拳 – „Neutralisierendes Boxen“), Rouquan (柔拳 – „flexibles Boxen“) oder Mianquan (綿拳 / 绵拳 – „Fließend,  kontinuierliches Boxen“). Als er dann am kaiserlichen Hof unterrichtete, hatte er viele Herausforderungen zu bestreiten, einige davon waren freundlich, andere weniger. Aber er gewann immer und auf so überzeugende Weise nur mit weichen Techniken, dass er ein großes Renommee erlangte.
Viele, die die kaiserlichen Haushalte frequentierten, kamen um seine Herausforderungskämpfe zu sehen. Bei einer solchen Gelegenheit, bei der Yang gegen mehrere renommierte Gegner gewann, war der Gelehrte Wēng Tónghé (翁同龢,  Wēng Tónghé, veraltend auch: Ong Tong-He) anwesend. Inspiriert von der Art und Weise wie Yang sich bewegte und seine Techniken ausführte, hatte Weng (Ong) den Eindruck, dass Yangs Bewegungen und Techniken die physische Manifestation der Tai Chi Philosophie seien. Weng (Ong) schrieb dazu folgenden Vers:

„Hände die Taiji halten, erschüttern die ganze Welt, eine Brust in der sich die höchsten Fähigkeiten verbergen, kann eine Versammlung von Helden besiegen.“

Nach dieser Begebenheit wurde seine Kunst Taijiquan genannt ebenso die Stile die aus seiner Lehrtätigkeit entstanden oder anders mit ihm in Verbindung standen.